# توقيت كوريا الجنوبية
التوقيت في كوريا الجنوبية يتبع توقيت كوريا الرسمي (هانغل: 한국 표준시; هانجا: 韓國標準時; ر.ر: Han-guk pyojunsi) وهي تتبع ت ع م+09:00. لا تتبع كوريا الجنوبية حاليًا التوقيت الصيفي، ولكنها سبق أم طبّقتهُ خلال الألعاب الأولمبية الصيفية 1988 في سول.
التوقيت في كوريا هو نفسه توقيت اليابان الرسمي، وتوقيت شرق إندونيسيا وتوقيت ياكوتسك.

## التاريخ
في عام 1434، طور المخترع جانغ يونغ سيل أول ساعة مائية أوتوماتيكية في كوريا، والتي قام الملك سيجونغ بتكييفها لتكون ضابط الوقت الرسمي في كوريا. من المحتمل أن الكوريين استخدموا الساعات المائية للاحتفاظ بالوقت قبل هذا الاختراع، ولكن لا توجد سجلات محددة لها. في عام 1437، أنشأ جانغ يونغ سيل، مع جيونج تشو، ساعة شمسية على شكل مزولة تسمى (هانغل: 앙부일구)، والتي وضعها الملك سيجونغ في الأماكن العامة حتى يتمكن أي شخص من استخدامها.
في عام 1908، تبنت الإمبراطورية الكورية التوقيت الرسمي الذي كان 81⁄2 ساعة قبل توقيت غرينيتش (ت ع م+08:30). في عام 1912، أثناء الاحتلال الياباني لكوريا، قام الحاكم العام لكوريا بتغيير التوقيت الرسمي إلى ت ع م+09:00 للتوافق مع التوقيت الرسمي الياباني. ومع ذلك، في عام 1954، أعادت حكومة كوريا الجنوبية بقيادة الرئيس إي سنغ مان التوقيت الرسمي إلى التوقيت العالمي المنسق ت ع م+08:30. ثم في عام 1961، في ظل الحكومة العسكرية للرئيس بارك تشونغ هي، تم تغيير التوقيت الرسمي مرة أخرى إلى ت ع م+09:00.
من أجل استيعاب مشاهدي التلفزيون الأمريكيين، استعملت كوريا الجنوبية التوقيت الصيفي (ت ع م+10:00) عندما استضافت سول الألعاب الأولمبية الصيفية 1988. حيث يمكن بث العديد من الأحداث النهارية على الهواء مباشرة من كوريا الجنوبية، في وقت الذروة على الساحل الشرقي للولايات المتحدة.
تستخدم كوريا الشمالية أيضًا توقيت كوريا الرسمي. من أغسطس 2015 إلى مايو 2018، غيّرت كوريا الشمالية منطقتها الزمنية إلى ت ع م+08:30، وهي منطقة زمنية تُعرف باسم توقيت بيونغ يانغ الرسمي، ولكن تم إرجاع التغيير لتعزيز الوحدة الكورية.

## قاعدة بيانات المناطق الزمنية
تتضمن قاعدة بيانات المناطق الزمينة (IANA) منطقة زمنية واحدة لكوريا الجنوبية في ملف (zone.tab) باسم Asia/Seoul.